# ذيل الثعلب الساجد
ذيل الثعلب الساجد واسمه العلمي (باللاتينية: Setaria cernua) نوع نباتي عشبي يتبع جنس ذيل الثعلب من الفصيلة النجيلية. ينتشر في المناطق الجافة في الإكوادور.